# 蕭諮
蕭諮（？—550年），字世恭，南蘭陵郡蘭陵縣人，南朝梁鄱陽忠烈王蕭恢之子。

## 生平
蕭諮初以王子例封武林縣開國侯，食邑五百戶，後擔任交州刺史，因苛斂民財而失去民心。大同七年（541年），交州土豪李賁叛亂，蕭諮被驅逐出交州，逃往廣州。梁武帝派遣廣州南江督護盧子雄與高州刺史孫冏征討李賁。當時春草已生，瘴癘方起，盧子雄請求廣州刺史蕭暎等到秋天再進行征討，因不被聽從加之蕭諮催促，只能即刻出兵。盧子雄行至合浦郡後，死者十有六七，部眾潰散，於是率餘兵退還。蕭諮見此情形，向梁武帝告發盧子雄、孫冏二人與李賁勾結，逗留不進。梁武帝遂下敕將二人於廣州賜死。
蕭諮後還京，擔任衛尉卿。太清三年（549年），梁簡文帝即位，因被侯景軟禁而不得與外人相見，只有蕭諮與王克、殷不害三人因文弱而被允許與皇帝相見。大寶元年（550年）十月，南康嗣王蕭會理因謀誅侯景而被殺害，王克、殷不害二人因懼禍而不再朝覲皇帝，但蕭諮因不忍而朝覲不絕。侯景特別反感蕭諮，於是派其仇人刁戌在廣莫門將其刺殺。

## 子
- 蕭季卿，南朝陳二王後之一，襲封江陰郡王